# Mystrium oculatum
Mystrium oculatum é uma espécie de formiga do gênero Mystrium.